# Татиш-Конрат
Тати́ш-Конра́т (крим. Tatış Qoñrat, з 1948 по 2023 рік — Авро́ра) — село Перекопського району Автономної Республіки Крим. Розташоване на заході району.
Відстань від райцентру до населеного пункта становить 47 кілометрів по прямій.
У 2015 році село було внесено до переліку населених пунктів, які потрібно перейменувати згідно із законом «Про засудження комуністичного та націонал-соціалістичного (нацистського) тоталітарних режимів в Україні та заборону пропаганди їхньої символіки».
12 травня 2016 року постановою Верховної Ради України № 1352-VIII село перейменоване відповідно до вимог закону «Про засудження комуністичного та націонал-соціалістичного (нацистського) тоталітарних режимів в Україні та заборону пропаганди їхньої символіки». Постанова набрала чинности у 2023 році.

## Географія

### Клімат
| Клімат Татиш-Конрата      | Клімат Татиш-Конрата | Клімат Татиш-Конрата | Клімат Татиш-Конрата | Клімат Татиш-Конрата | Клімат Татиш-Конрата | Клімат Татиш-Конрата | Клімат Татиш-Конрата | Клімат Татиш-Конрата | Клімат Татиш-Конрата | Клімат Татиш-Конрата | Клімат Татиш-Конрата | Клімат Татиш-Конрата | Клімат Татиш-Конрата |
| Показник                  | Січ.                 | Лют.                 | Бер.                 | Квіт.                | Трав.                | Черв.                | Лип.                 | Серп.                | Вер.                 | Жовт.                | Лист.                | Груд.                | Рік                  |
| Середній максимум, °C     | 3,1                  | 4,0                  | 7,7                  | 15,4                 | 21,1                 | 25,7                 | 28,3                 | 28,0                 | 23,1                 | 16,4                 | 10,0                 | 5,8                  | 15                   |
| Середня температура, °C   | −0,2                 | 0,6                  | 3,7                  | 10,4                 | 15,7                 | 20,1                 | 22,5                 | 22,1                 | 17,4                 | 11,5                 | 6,4                  | 2,8                  | 11                   |
| Середній мінімум, °C      | −3,4                 | −2,8                 | −0,2                 | 5,4                  | 10,4                 | 14,5                 | 16,8                 | 16,2                 | 11,7                 | 6,6                  | 2,8                  | −0,2                 | 6                    |
| Норма опадів, мм          | 33                   | 30                   | 25                   | 29                   | 31                   | 40                   | 43                   | 32                   | 42                   | 30                   | 35                   | 39                   | 409                  |
| ------------------------- | -------------------- | -------------------- | -------------------- | -------------------- | -------------------- | -------------------- | -------------------- | -------------------- | -------------------- | -------------------- | -------------------- | -------------------- | -------------------- |
| Джерело: climate-data.org |                      |                      |                      |                      |                      |                      |                      |                      |                      |                      |                      |                      |                      |